# Zhou Daguan
Zhou Daguan (±1275 - ±1350) (Traditioneel Chinees: 周達觀, pinyin: zhōudáguān) was een Chinees diplomaat in dienst van de Yuankeizer Chengzong, die in 1296-1297 een bezoek bracht aan de stad Angkor (Yasodharapura) en over zijn ervaringen een rapport schreef. Zhou's verslag is het enige bewaard gebleven ooggetuigenverslag over het leven in Angkor ten tijde van het Khmer-rijk.

## Levensloop
Over Zhou zelf zijn slechts drie bronnen bewaard gebleven: zijn reisverslag zelf, een bewerking van zijn verslag door Wu Qiuyan uit 1312 en een voorwoord dat Zhou voor Lin Kuns werk Cheng zhai za si schreef.
Zhou was vermoedelijk boeddhist, omdat hij in zijn werk met grote eerbied over deze religie schrijft.
Mogelijk was hij in de twintig toen hij zijn reis ondernam, schreef hij zijn verslag ergens in de daaropvolgende 15 jaar en overleed hij rond 80-jarige leeftijd, wat in het toenmalige China geen ongebruikelijke leeftijd was. Hij was afkomstig uit Yongjia, vermoedelijk uit de havenstad Wenzhou, waar hij ook zijn reis begon. Met een groep andere afgezanten nam hij een schip naar de Mekongdelta. Via de Mekong en de Tonlé Sap bereikte het gezelschap Angkor. Overigens werden regelmatig Chinese afgezanten naar Angkor gestuurd. Het enige bijzondere aan Zhou is dat zijn verslag bewaard gebleven is.

## Reisverslag
Zhou gaf zijn verslag de titel Zhenla feng tu ji (letterlijk: "de gewoontes van Chenla" - Chenla was destijds de Chinese naam voor Cambodja). Het verslag is minder dan 40 pagina's lang en beschrijft sterk uiteenlopende aspecten van het 13e-eeuwse leven in Cambodja. Bijzonder aan Zhou's verslag is dat hij ook het alledaagse leven in het Khmer-rijk beschrijft. Dit was in de Indiase traditie, die door de Khmer was overgenomen, ongebruikelijk.
Ten tijde van Zhou's bezoek aan Angkor regeerde hier een koning met de naam Indravarman III, waarvan vermoed wordt dat hij aan de macht kwam door een coup die mogelijk een religieuze achtergrond had. Hoewel Indravarman boeddhist was, zijn er aanwijzingen dat zijn voorganger Jayavarman VIII, een hindoe, intolerant tegenover andere godsdiensten stond. Zhou schrijft over de koning dat deze 's nachts in een "gouden toren" sliep in het gezelschap van een slang, en omringd door zijn geheel vrouwelijke paleiswacht. Volgens Zhou nam de koning elke nacht een andere vrouw in bed. Zou hij op een nacht niet in staat blijken gemeenschap met haar te hebben, dan was dit het teken dat zijn regering ten einde zou komen.
Over de religie in het Khmer-rijk schrijft Zhou dat drie stromingen officiële status genoten: theravadaboeddhisme, brahmanisme (de traditionele, vedische vorm van hindoeïsme) en shaivisme (aanhangers van de hindoeïstische god Shiva). De laatste cultus verwarde hij met daoïsme, waarschijnlijk omdat shaivisten in hun tempels geen beelden maar lingams (stenen fallussymbolen) hebben. Zhou stelde deze gelijk aan de stenen altaren van daoïsten in China. Hoewel shaivisme en brahmanisme tegenwoordig niet meer in Cambodja voorkomen kunnen afbeeldingen van hindoeïstische goden en symboliek nog steeds in hedendaagse (boeddhistische) tempels aangetroffen worden.
Zhou schrijft dat steen als bouwmateriaal alleen voor tempels, paleizen en kloosters gebruikt werd. De bevolking van het Khmer-rijk leefde in hutten van bamboe of hout. Net als de gereedschappen die Zhou beschrijft komen deze huizen overeen met die op het platteland van hedendaags Cambodja.
Over de bevolking schreef Zhou dat een aanzienlijk deel van de inwoners van Angkor slaven waren. De meeste van deze slaven waren gevangengenomen in de heuvels aan de randen van het Khmer-rijk. De bewoners van zulke gebieden werden als buitenstaanders en "barbaren" gezien. Deze slaven hadden volgens Zhou weinig rechten.
Over de landbouw schrijft Zhou dat er drie of vier oogsten per jaar mogelijk waren. Hij beschreef hoe tijdens het regenseizoen het meer Tonlé Sap buiten zijn oevers treedt, om de vlaktes rond Angkor van nieuwe voedingsstoffen te voorzien. Tijdens deze jaarlijkse overstroming verhuisden de bewoners tijdelijk naar hoger gelegen gebied.
Zhou schrijft dat de belangrijkste goederen voor de import naar China hoorn van neushoorns, ivoor, bijenwas, lak, peperkorrels, veren en cardamon zijn. De Khmer importeerden op hun beurt papier, metaal, porselein, zijde en rotan uit China.
Uit het verslag blijkt dat Zhou duidelijk onder de indruk van de stad Angkor en de macht van haar heerser was, maar hij zag de Khmer desondanks als barbaren, overeenkomstig met de gebruikelijke ideeën die in China destijds over de buitenwereld heersten.
- Gemeinsame Normdatei: 122065220
- International Standard Name Identifier: 0000 0000 8349 8908
- Library of Congress Control Number: n82053042
- Nationale Bibliotheek van Israël: 987007420815905171
- Système universitaire de documentation: 085599557
- Virtual International Authority File: 885419
- WorldCat: E39PBJhMhqqf4ryP89cJtRfQbd